# Gåsinge församling
Gåsinge församling var en församling i Strängnäs stift och i Gnesta kommun i Södermanlands län. Församlingen uppgick 1941 i Gåsinge-Dillnäs församling. 

## Administrativ historik
Församlingen har medeltida ursprung och var till 1941 moderförsamling i pastoratet Gåsinge och Dillnäs. Församlingen uppgick 1941 i Gåsinge-Dillnäs församling.

## Kyrkor
- Gåsinge kyrka